# Saint-Martin-d'Hardinghem
 Saint-Martin-d'Hardinghem  es una población y comuna francesa, situada en la región de Norte-Paso de Calais, departamento de Paso de Calais, en el distrito de Saint-Omer y cantón de Fauquembergues.

## Demografía
| 304 | 275 | 270 | 273 | 287 | 303 |
| Para los censos de 1962 a 1999 la población legal corresponde a la población sin duplicidades (Fuente: INSEE [Consultar]) |     |     |     |     |     |